# Fontenay-sur-Mer
 Fontenay-sur-Mer  là một xã thuộc tỉnh Manche trong vùng Normandie tây bắc nước Pháp. Xã này nằm ở khu vực có độ cao từ 1-43 mét trên mực nước biển.